# 南明山街道
南明山街道是中华人民共和国浙江省丽水市莲都区下辖的一个街道办事处。
2014年6月20日，丽水市人民政府批复同意撤销水阁街道、富岭街道，合并设立南明山街道。调整后，南明山街道辖35个行政村，办事处驻吴垵村绿谷大道70号。

## 行政区划
南明山街道下辖以下村级行政区划单位：
水阁村、张村、叶（土夭）村、旭光村、白岩村、垟店村、吴垵村、桐岭村、余庄前村、七百秧村、龙石村、岑山村、丽沙村、上沙溪村、大源村、下章村、松坑圩村、丽周村、山根村、陈店村、里坑村、章巷村、潘田村、金山村、大门楼村、小木溪村、中堂村、叶村、富岭村、张垵村、大坑口村、下仓村、陶庄村、前垟村和下张村。